# Jorgelina Rimoldi
Jorgelina Rimoldi (5 ottobre 1971) è un'ex hockeista su prato argentina, vincitrice dell'argento olimpico a Sydney 2000 e dell'argento mondiale a Dublino 1994.

## Palmarès
- Giochi olimpici

Sydney 2000: argento.
- Campionato mondiale

Dublino 1994: argento.
Hockey Champions Trophy
Amstelveen 2001: oro.
- Giochi panamericani

Avana 1991: oro.
Mar del Plata 1995: oro.
Winnipeg 1999: oro.